# سياسة التأشيرات في ليبيا

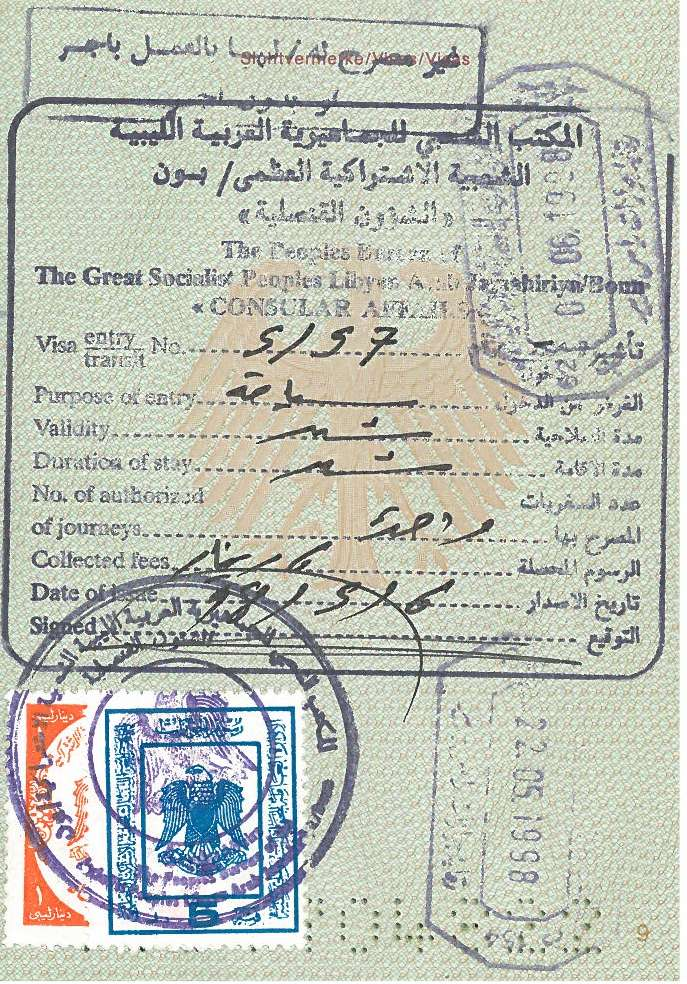
تأشيرة دخول ليبية عام 1998.

سياسة التأشيرات في ليبيا تجب على الزائرين إليها الحصول على تأشيرة من واحدة من البعثات الدبلوماسية الليبية في بلادهم ما لم يأتِ من واحدة من الدول المعفاة من التأشيرة.
ليبيا حالياً لا تصدر تأشيرات سياحية، وهناك خطط لإعادة دخول السياح للبلاد خلال عام 2014. خصوصاً أن الحدود الليبية مع تشاد والنيجر والسودان والجزائر مغلقة؛ ويتحكم السكان المحليين في هذه المناطق.

## تحذير للسفر إلى ليبيا
تحذر حكومات هذه الدول من السفر إلى ليبيا إلا في حالة الضرورة القصوى:
| - مصر - كوريا الجنوبية: لمدة 6 أشهر. - الأردن - الولايات المتحدة - نيوزيلندا - أستراليا - كندا - جمهورية أيرلندا - بولندا | - المملكة المتحدة - إسبانيا - فرنسا - المجر - لاتفيا - ألمانيا - النمسا - بلغاريا - إيطاليا | - النرويج - كرواتيا - رومانيا - سلوفينيا - جمهورية التشيك - روسيا - الدنمارك - سلوفاكيا - إستونيا |  |

## الإعفاء من التأشيرة
يمكن للمواطنين من البلدان التالية زيارة ليبيا بدون تأشيرة:
- مصر: لسكان محافظة مطروح يوميّ الأربعاء والخميس.[34]
- الأردن: مسموح للمواطنين الزيارة بدون تأشيرة لمدة تصل إلى شهر؛ بشرط أن يحمل الزائر جواز سفر لمدة سنة واحدة على الأقل عند وصوله.[35]
- تونس [36]
- تركيا: مسموح للمواطنين الزيارة بدون تأشيرة لمدة تصل إلى 3 أشهر.[37]
- الولايات المتحدة: بشرط إرفاق دعوة عمل من الشركة التي أنشئت في ليبيا لرعاية زيارتهم.[38]

## حظر دخول
- العالم: يتم رفض دخول أي زائر لليبيا من أي بلد إذا كان يحمل وثائق سفر تحتوي على تأشيرة إسرائيلية صالحة أو منتهية الصلاحية، أو أي دليل على زيارته لإسرائيل.[39]
- إسرائيل: يتم رفض دخول أو عبور المواطنين الإسرائيليين، حتى لو لم يغادر الطائرة.[40]